# Adonisea ligeae
Adonisea ligeae är en fjärilsart som beskrevs av Smith 1893. Adonisea ligeae ingår i släktet Adonisea och familjen nattflyn. Inga underarter finns listade i Catalogue of Life.